# 亜紗美
亜紗美（あさみ、1985年8月19日 - ）は、日本の元AV女優・元ヌードモデルからアクション系の女優、現在は都内で会社員。株式会社ティアラ→ワンダーヘッド（株式会社大頭）所属。「杉浦亜紗美」名義で活動していた時期もある。
なお、グラビアアイドルの亜沙美は別人。どちらもお菓子系雑誌で活動する同世代のため混同されることが多い。

## 略歴
東京都出身。高校卒業後、親の「やりたいことを探すのもいい」との言葉から進学せずフリーターとして生活。
電話勧誘やパチンコ店のカウンター業務、居酒屋やファミレスなどを転々としながら働いていたが、ある日友人に「ヌードもある映画の仕事」を紹介され、「女優」になれる千載一遇のチャンスと考え出演を決意。
2005年1月、『週刊大衆』ほかのヘアヌードグラビアでデビューし、雑誌や写真集などでヌードモデルとして活動。
AVへの出演の話が舞い込み、一週間一人で自宅にこもり熟考した結果、認知度を上げる近道だと考えて出演を決断。
同年4月から九鬼専属で「in Love 亜紗美」の作品でAVデビューする。
2006年2月には九鬼から宇宙企画に、7月には桃太郎映像出版に移籍。2007年7月には桃太郎最終作をリリースし、その後はダスッ!など複数ブランドへの出演となっている。
アダルトビデオでは、美少女系、ロリ系のキャラクターを演じていたが、井口昇監督に出会い、1970年代の東映ピンキー・バイオレンス映画の女優の顔だと言われたことが転機となり、同監督の作品を中心に多数映像作品に出演するようになった。
2008年に苗字『杉浦』がついた。本人曰く、大人の事情との事。ZENピクチャーズ4作品に出演の後、2009年1月の舞台挨拶時には芸名を元の「亜紗美」に戻していた。
2019年12月公開『ツングースカ・バタフライ ―サキとマリの物語―』（野火明監督）でアクション女優業引退を表明。

## 人物
爬虫類好き

### プロフィール
2005年12月時点でティアラが公表している情報に基づく。
- 生年月日: 1985年8月19日
- 出身地: 東京都[5]
- 血液型: A型
- 身長: 160cm
- スリーサイズ: B86, W60, H86
- ブラのサイズ: D65
- 靴のサイズ: 24cm
- 趣味: ゲーム、映画鑑賞、カラオケ
- 特技: ピアノ、サックス
- 自分の身体で好きなパーツ: ふくらはぎ

## 作品

### アダルトビデオ

#### 九鬼 / TANK専属時代
- in Love 亜紗美（2005年4月20日）デビュー作
- ASAMI（2005年5月20日）in Loveのセル版
- IMPACT 亜紗美（2005年5月20日）初失禁
- DEEP 亜紗美（2005年6月20日）
- LESSON 4 亜紗美（2005年7月23日）
- ASAMI 2nd 亜紗美（2005年7月29日）IMPACT、DEEPのセル版
- グランドスラム 亜紗美（2005年8月21日）初3P
- ASAMI 3rd 亜紗美（2005年9月23日）LESSON 4、グランドスラムのセル版
- バスストップ 亜紗美（2005年9月25日）
- FISH 亜紗美（2005年10月25日）
- ASAMI 4th 亜紗美（2005年11月18日）バスストップ、FISHのセル版
- 南極2号 番外編 セーラーシャワー 亜紗美（2005年11月23日）
- フリーセッション 亜紗美（2005年12月25日）
- 責 亜紗美（2006年1月22日）
- ASAMI 5th（2006年1月27日）セーラーシャワー、フリーセッションのセル版
- ASAMI FINAL（2006年3月31日）

#### 宇宙企画専属時代
- 妹の制服萌え 亜紗美（2006年2月26日）
- バーチャルFUCK 亜紗美としようよ（2006年3月12日）
- ぼくのペット　亜紗美（2006年4月23日）
- ソープの女神さま　亜紗美（2006年5月26日）

#### 桃太郎映像専属時代
- B★Jean 亜紗美（2006年7月7日）[6]
- Wild Thing X 亜紗美（2006年8月7日）[6]
- 史上最強デジ消し最終兵器!!（2006年9月7日）[6]
- 亜紗美の青い海でSEX（2006年10月7日）[6]
- 亜紗美のメイドさん（2006年11月7日）[6]
- SOAP[高級ソープ] 亜紗美（2006年12月7日）[6]
- スーパーデジタルモザイク 匠（2006年12月7日）[6]
- 亜紗美はAVアイドル（2007年1月7日）[6]
- Nurse Lady 亜紗美（2007年2月7日）[6]
- ぬるぬる 亜紗美（2007年3月7日）[6]
- 完全撮り下ろし 豪華人気女優大集合!4時間スペシャル（2007年3月19日）
- わいせつ秘書 亜紗美（2007年4月19日）[6]
- まだあった! 完全撮り下ろし 豪華人気女優大集合!（2007年4月19日）[6]
- 激しく突いて…（2007年5月19日）[6]
- 亜紗美 Final 初めて見せる素顔のSEX 6FUCKS（2007年6月7日）[6]

#### 専属契約終了後
- 美人社長秘書亜紗美20連発中出し!（2007年9月25日、ダスッ!）
- 43人輪姦中出し（2007年10月25日、ダスッ!）
- アナリーゼ3 正真正銘アナル処女 真性アナルファック（2007年11月8日、SODクリエイト）
- EROTIC GIRLS　（2008年2月1日、アイデアポケット）
- FELLATIO FESTIVAL 8（2008年2月1日 アイデアポケット）
- SOD陵辱病棟 The プレミアム（2008年3月6日、SODクリエイト）
- 浜崎りお レズWキャスト 最高のオナニーをさせてあげる!（2008年6月19日、LADY×LADY）
- （裏）手コキクリニック〜完全版〜 性交クリニック4（2008年7月4日、SODクリエイト）
- 逆ナンパ中出し 4 ナンパして中出しさせる7人のギャル（2008年7月12日、隼エージェンシー）
- Cybe-Guard GANDIVA（2008年8月7日、アタッカーズ）
- 狙われた人妻 第6章 無理やり犯される7人の人妻たち（2008年8月9日、隼エージェンシー）
- こだわりの手コキ 4時間SP IX（2008年8月9日、隼エージェンシー）
- 自分をブスだと思い込んでる可愛い女性のとっても卑屈なおねだりセックス（2008年8月19日、クロス）
- 私がいやらしいことしてあげる [身も心も尽くしてくれる7人の淫女たち]（2008年8月19日、ミスター・インパクト）
- フェラコレ2008秋SP（2008年10月11日、隼エージェンシー）
- 三姉妹vs女剣士 くノ一凌辱秘奥義外伝（2008年11月22日　笠倉出版社）
- 女忍ねずみ小僧討魔伝 〜女帝淀君の陰謀〜（2008年12月26日　宇宙企画）
- 巫女コス（2009年1月23日、宇宙企画）
- 凌辱女給 痴女貴婦人 純愛女学生 懐古好色大正浪漫エロス（2009年2月27日　宇宙企画）
- KUKIピンクファイル あのピンクファイルで魅せる!（2009年10月23日、KUKI）

### ヌードイメージビデオ
- Wash me!（2005年3月25日、GirlG）
- As am I 亜紗美 ヌードな私（2005年6月27日、バウハウス）
- 裸体　亜紗美（2006年3月30日、シャッフル）

## 出演

### 映画
- Kiss me or kill me 届かなくても愛してる（2005年3月12日、監督：友松直之、TMC）渋谷アップリンクファクトリーにて公開 - ヒロイン・ユリ役、挿入歌「愛するほどに」
- おいら女蛮（2006年2月4日、監督：井口昇、キングレコード）渋谷シネ・ラ・セットにて限定モーニングショー公開[3]
- リアルメン・スタンド!（2006年7月1日、監督：戸梶圭太、トカジャングル・エンタテインメント）下北沢トリウッドにて限定ロードショー
- 893239（ヤクザ23区）「やくざハンター」 (2007年、監督：中平一史・奥田真一)
- 闇を駆け抜けろ!（2007年6月9日、監督：戸梶圭太、トカジャングル・エンタテインメント）
- やる気まんまん（2007年12月8日、監督：杉作J太郎、クリエイティブアクザ）
- 痴漢電車 夢うつろ制服狩り（2007年12月28日、監督：友松直之、オーピー） - 主演
- 新・監禁逃亡（2008年6月7日、監督：後藤大輔、新東宝映画） - 主演
- 片腕マシンガール（2008年8月2日、監督：井口昇、SPOTTED PRODUCTIONS） - 杉原ミキ 役
- 赤んぼ少女（2008年8月2日、監督：山口雄大、日活）シアターN渋谷他
- 女囚アヤカ いたぶり牝調教（2008年9月19日、監督：友松直之、オーピー） - 主演
- 三匹の奴隷（2009年4月28日、監督：佐藤吏、新東宝映画） - 主演 ※第22回ピンク大賞女優賞
- よがり妻（2009年8月7日、監督：深町章、新東宝映画） - 主演
- ロボゲイシャ（2009年10月3日、監督：井口昇、角川映画） -  天軍 役
- 不倫旅行　恥悦ぬき昇天（2009年12月25日、監督：友松直之、オーピー） - 主演
- きょーれつ! もーれつ! 古代少女ドグちゃんまつり! スペシャルムービー・エディション パイロット版（2010年2月20日、監督：西村喜廣、日活）
- 戦闘少女 血の鉄仮面伝説 （2010年5月22日、監督：井口昇・西村喜廣・坂口拓、東映ビデオ）
- 逆襲! スケ番☆ハンターズ 〜地獄の決闘〜 」（2010年5月27日、監督：奥田真一、ユナイテッドエンタテインメント）[3] - 主演
- 爆発! スケ番☆ハンターズ 〜総括殴り込み作戦〜 」（2010年5月29日、監督：中平一史、ユナイテッドエンタテインメント）[3] - 主演
- 最後のラブドール 私、大人のオモチャ止めました。（2010年6月11日、監督：友松直之、Xces Film）R15版：メイドロイド VS ホストロイド軍団
- 私の調教日記（2010年8月21日、監督：東ヨーイチ、シグロ） - 主演
- ゴスロリ処刑人（2010年9月4日、監督：小原剛、DHE）
- いいなり未亡人 後ろ狂い（2010年9月24日、監督：渡邊元嗣、オーピー）
- お前の母ちゃんBitch!（2010年9月25日、監督：内田春菊、アルゴ・ピクチャーズ）
- 艶剣客 〜くの一媚薬責め〜（2010年11月23日、監督：藤原健一、新東宝映画）
- ハードライフ　〜紫の青春・恋と喧嘩と特攻服〜（2011年5月21日、監督：関顕嗣、マジカル）
- くノ一忍法帖 影ノ月（2011年6月4日、監督：菱沼康介、TOブックス）[3]
- 淫行 見てはいけない妻の痴態（2010年12月31日、監督：深町章、新東宝映画）
- 絶対痴女 奥出し調教（2011年1月14日、監督：友松直之、オーピー）
- 悦楽の性界 淫らしましょ！（2011年1月21日、監督：渡邊元嗣、オーピー）
- ヘルドライバー（2011年7月23日、監督：西村喜廣、日活）
- 電人ザボーガー（2011年10月15日、監督：井口昇、キングレコード、ティ・ジョイ）
- ゾンビアス（2012年2月25日、監督：井口昇、日活）
- ゾンビデオ（2012年12月29日、監督：村上賢司、キングレコード）
- デッド寿司（2013年1月19日、監督：井口昇、ウォーカーピクチャーズ）
- レイプゾンビ LUST OF THE DEAD 2&3アキバ帝国の逆襲（2013年6月8日、監督：友松直之、アルバトロス） - カナエ 役
- NEW NEIGHBOR（2013年10月5日、監督：ノーマン・イングランド）
- 青春H ビキニ☆ラーメン（2013年11月9日、監督：小泉剛、アートポート）
- ヌイグルマーZ（2014年1月25日、監督：井口昇、キングレコード、ティ・ジョイ）
- ライヴ（2014年5月10日、監督：井口昇、KADOKAWA）
- BELLRING少女ハートの6次元ギャラクシー（2014年5月17日、監督：継田淳、TRASH-UP!!） - 声の出演
- 女体銃 ガン・ウーマン（2014年7月19日、監督：光武蔵人、マクザム、FAITHentertainment）
- 劇場版レイプゾンビ LUST OF THE DEAD 新たなる絶望（2014年8月9日、監督：友松直之、幻想配給社） - カナエ 役
- Hunger Z（ハンガーゼット）（2014年9月27日、監督：月足直人、新東宝映画） - 留美 役
- アイアンガール ULTIMATE WEAPON[7]（2015年1月17日、監督：藤原健一、渋谷プロダクション） - ポイズン 役
- DRAGON BLACK（2015年12月19日、監督：石川二郎、オールインエンタテインメント） - 花凛 役
- リリカルスクールの未知との遭遇（2016年5月28日、監督：デモ田中、日本出版販売）[8]
- KARATE KILL/カラテ・キル （2016年9月26日公開、光武蔵人監督）
- スモーキング・エイリアンズ（2018年12月15日、リアリーライクフィルムズ） - 安藤美紅 役[9]
- ツングースカ・バタフライ〜サキとマリの物語〜（2019年12月14日、野火明監督）初主演にして引退作品

### オリジナルビデオ
- みこすり半劇場 生搾りスーパーDX（2005年7月23日）
- くりいむレモン 亜美の日記（2005年9月23日） - 主演・亜美 役
- サイレン島（2006年7月7日）
- アイノシルシ（2006年8月25日、広田幹夫監督） - 主演・真野しおり 役
- 揺れる電車の中で 淫蕩の血が疼くとき（2006年11月22日）
- くりいむレモン 黒猫館（2007年1月27日） - 主演・亜里沙 役
- 機械仕掛けのRQ（2007年3月2日、安藤尋監督） - 影山レイ子 役[10]
- メイドの部屋 お帰りなさいませ、ご主人様（2007年4月25日、中村和愛監督）
- 江戸女刑罰史 緊縛妖艶遊女（2007年7月25日、城定秀夫監督） - 主演・お梅 役
- BLUE ヒポクリストマトリーファズ（2007年7月27日、神野太監督）
- 炭焼喰人ミスジ（2007年12月5日、奥渉監督） - 主演・ミスジ 役
- 真田くノ一忍法伝 かすみ 内乱!幸村暗殺!! （2008年9月14日、渡辺世紀監督、TMC）渋谷アップリンクファクトリーにて特別上映 - 綾役
- ハイパーセクシーヒロイン ダーティージェミニ（2008年10月10日、ZENピクチャーズ、楠本浩司監督）杉浦亜紗美名義
- セーラー忍者 『時空戦遊録』 前編（2008年10月10日、ZENピクチャーズ、楠本浩司監督）杉浦亜紗美名義
- セーラー忍者 『時空戦遊録』 後編（2008年10月24日、ZENピクチャーズ、楠本浩司監督）杉浦亜紗美名義
- エキサイティングヒロイン　バトラジェンヌ　マトラ　危機一髪Ver（2008年11月14日、ZENピクチャーズ、高氏源治監督）杉浦亜紗美名義
- デコトラ★ギャル奈美 〜爆走!夜露死苦編〜（2010年4月16日、城定秀夫監督、GPミュージアム） 2010年6月20日、ポレポレ東中野にて開催された「R18 LOVE CINEMA SHOWCASE VOL.8 城定秀夫監督特集上映 その男、城定(JOJO)につき。」で特別上映
- ドメスティック（2011年1月7日、城定秀夫監督、TMC） 2010年11月26日、銀座シネパトスにて特別上映
- ファッション・ヘル（2011年2月2日、クロックワークス、継田淳監督） 2011年2月20日、池袋シネマ・ロサにて開催された「MOOSIC LAB 2011」で特別上映
- デコトラ★ギャル奈美 〜爆走！薔薇愛怒編〜（2011年3月18日、城定秀夫監督、GPミュージアム）
- ぎゃるVSヤン女-紅の決闘-（2011年5月27日、アムモ）
- 呀〈KIBA〉 〜暗黒騎士鎧伝〜（2011年9月3日）メシア イメージ 役
- 華麗なるエロ神家の一族 -深窓令嬢は電気執事の夢をみるか-（2011年10月5日、クロックワークス、友松直之監督） - アザミ 役
- 女子高生のはらわた（2012年1月27日、田代尚也監督、ティー・オーエンタテインメント）2010年、学生残酷映画祭審査員特別賞
- レイプゾンビ 〜LUST OF THE DEAD〜（2012年3月2日、友松直之監督、アルバトロス） 2012年2月26日、ゆうばり国際ファンタスティック映画祭2012・ゆうばりチョイス：日本映画部門にて上映 - カナエ 役
- 〜本当はエロいグリム童話〜 RED SWORD レッド・スウォード（2012年10月3日、友松直之監督、アルバトロス） 2012年3月3日、テアトル新宿にて特別上映 - 主演
- アイム、カミング!（2013年6月-7月、内田春菊監督、GIRL'S CH） ネット配信
- 聖獣警察 警視庁性犯罪特捜10課（2015年10月2日、柴田愛之助監督、アルバトロス）
- 聖獣警察2 警視庁性犯罪特捜10課（2015年11月4日、柴田愛之助監督、アルバトロス）

### テレビドラマ
- 古代少女隊ドグーンV（2010年12月22日、毎日放送）
- ウルトラゾーン ウルトラゾーンチャンネル（2011年 - 2012年、tvk）
  - 第7話「ラゴン登場!」（2011年） -  ケイ
  - 第13話「ケムール、ファッションモデルになる」（2012年） - カメラマン
  - 第14話「ラゴン、ダンパに行く」（2012年） - ケイ
  - 第18話「ラゴン一家」（2012年） - ケイコ
  - 第22話「名探偵M1号・前編」（2012年） - 住人
- 牙狼＜GARO＞〜MAKAISENKI〜（2012年2月2日、テレビ東京）

### PV
- エフカ「日々博覧会」（2007年4月18日）

## 書籍

### 写真集
1. 堕液（2005年3月18日、双葉社、撮影：橋本雅司）ISBN 978-4575297843
2. As am I（2005年6月27日、バウハウス、撮影：横山こうじ、中村誠作）ISBN 978-4778803186
3. 瞬間連写アクションポーズ03 ヒロイン・アクション篇（2012年5月7日、グラフィック社、撮影：小野寺廣信）ISBN 978-4766123494